# Koichi Murata
Koichi Murata (村田 航一 Murata Koichi?, Miyazaki, 6 de septiembre de 1996) es un futbolista japonés que juega como delantero en el Mito HollyHock.

## Trayectoria
En 2019 se unió al Mito HollyHock de la J2 League.

## Clubes
| Club           | País  | Año   |
| -------------- | ----- | ----- |
| Mito HollyHock | Japón | 2019- |